# Гоацин
Гоаци́н (лат. Opisthocomus hoazin) — тропическая птица, единственный вид в одноимённом роде (Opisthocomus) из семейства гоаци́новых (Opisthocomidae) отряда гоацинообра́зных (Opisthocomiformes).

## Описание

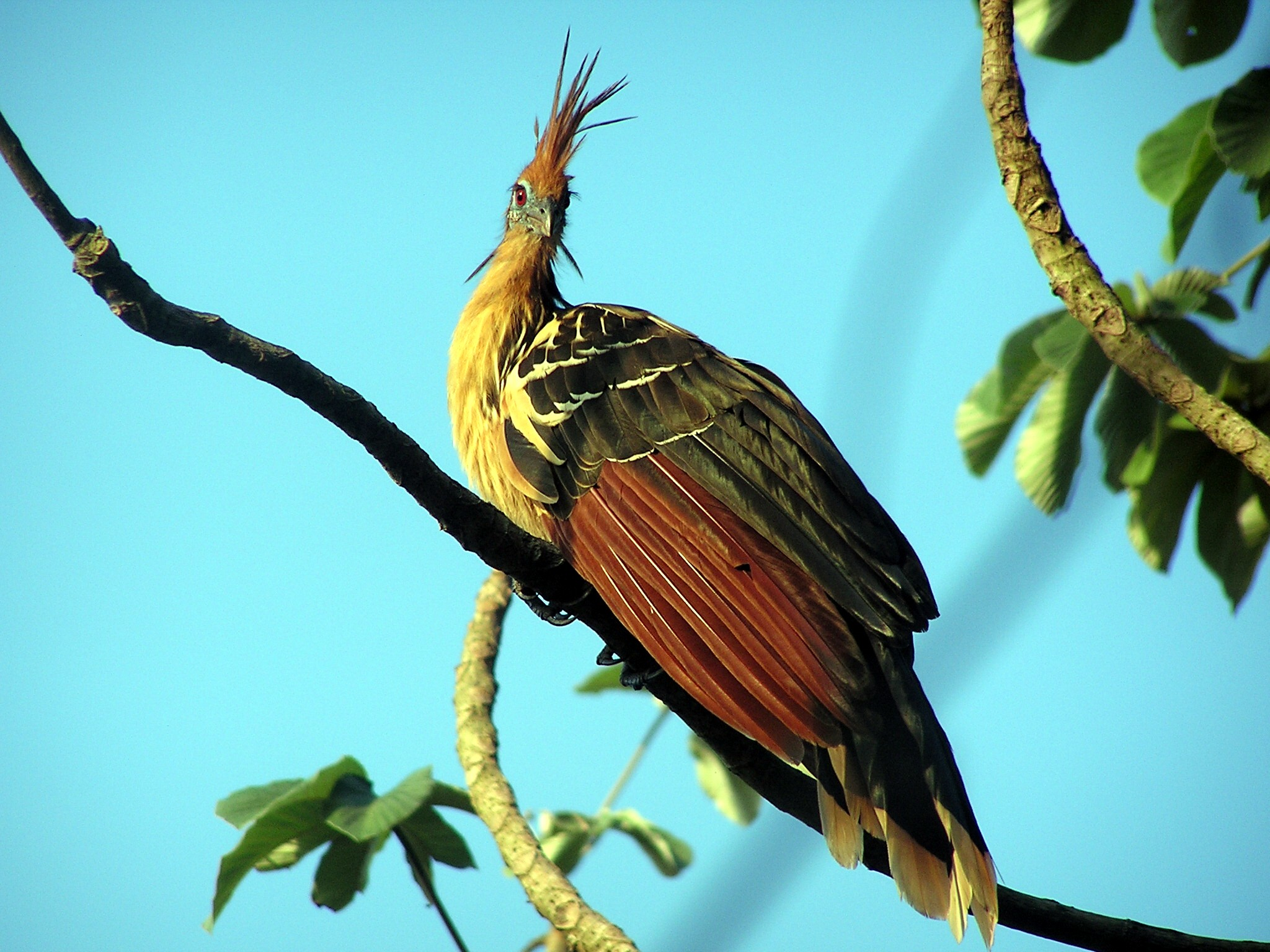

Достаточно крупная птица, размером с фазана, длиной до 65 сантиметров, с длинной шеей и маленькой головой. Оперение на верхней стороне тела буро-коричневое (оливковое), со светло-жёлтыми (белыми) пестринками. Нижняя сторона тела беловатая, брюшко светло-ржавое (рыжеватое). На голове и затылке хохол из узких заострённых перьев со светло-жёлтыми каёмками. Перья шеи также удлинены, узки и заострены. Длинный 10-пёрый хвост округлён. Щёки голые, голубоватого цвета.
Гоацин наиболее примечателен тем, что это одна из двух ныне живущих видов птиц, частично сохранившая пальцы на крыльях. У птенцов есть 2 противопоставленных пальца с когтями на каждом крыле, которые они используют для лазания и спасения от хищников до того, как смогут летать. Во взрослой форме когти на крыльях отпадают. Кроме гоацина, один палец на крыле есть также у птенцов африканских турако.
Это шумный вид с разнообразными хриплыми криками, включая стоны, кваканье, шипение и хрюканье.

## Распространение
Распространён в экваториальной Южной Америке (от Колумбии до Боливии).

## Образ жизни
Держится в затопленных приречных зарослях, по берегам рек. Почти не летает, бо́льшую часть времени держится на деревьях и редко спускается на землю.
Пища растительная: ест листья и фрукты, которые переваривает с помощью ферментации, наподобие жвачных, при этом функцию рубца, выполняет крупный (в 7,5 раза меньше самой птицы) зоб. От этого гоацины издают необыкновенно неприятный навозный запах.

## Размножение

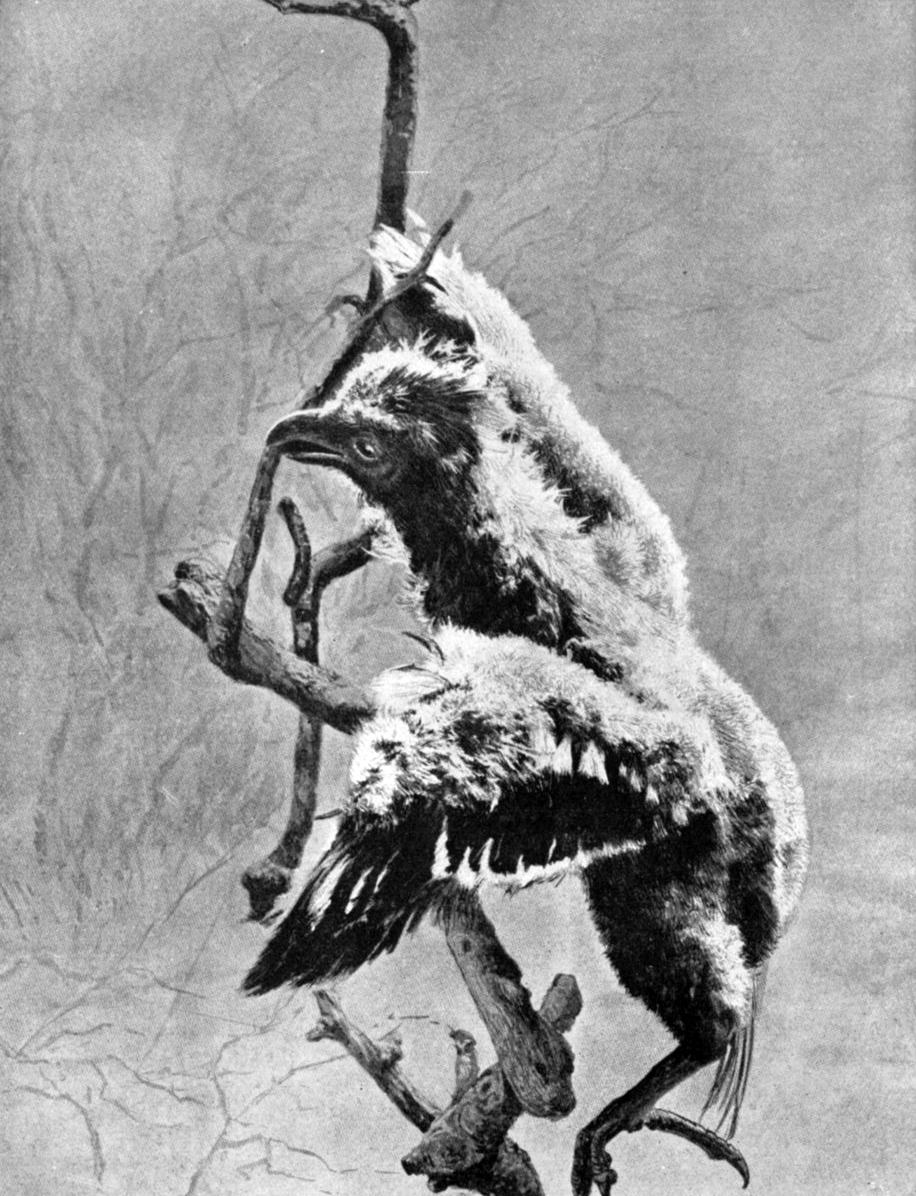
Птенец гоацина с когтями на крыльях

Гнездится в небольших колониях с декабря по июль. Грубо сложенные из хвороста гнёзда помещаются на низких деревьях и в кустах.
В кладке 2–4 яйца. У птенцов на первом и втором пальцах крыла развиваются когти, которые помогают им перемещаться по ветвям; у взрослых гоацинов когти исчезают. Птенцов кормят полупереваренной смесью из листьев.

## Люди и гоацин
Мясо гоацина имеет резкий затхлый запах, несъедобно и никогда не употребляется в пищу даже туземцами. Европейские поселенцы называли гоацина «вонючей птицей». Слово «гоацин» заимствовано из языка ацтеков. Гоацин — национальная птица Гайаны.

## Систематика
Долгое время гоацина относили к отрядам курообразных (на правах семейства Opisthocomidae или подотряда Opisthocomi) или журавлеобразных из-за сходства с трубачами. Однако от курообразных птица отличается зачаточным гребешком грудной кости и очень большим задним пальцем. Впоследствии гоацина причислили к кукушкообразным. В последнее время выделяется систематиками в самостоятельный отряд гоацинообразных (Opisthocomiformes).
В семейство гоациновых включают ещё несколько вымерших родов: Hoazinavis, Hoazinoides, Namibiavis, Protoazin.

## Генетика
Молекулярная генетика
- Депонированные нуклеотидные последовательности в базе данных EntrezNucleotide, GenBank, NCBI, США: 29 228 (по состоянию на 14 марта 2015).
- Депонированные последовательности белков в базе данных EntrezProtein, GenBank, NCBI, США: 28 085 (по состоянию на 14 марта 2015).

Геномика
В 2014 году было выполнено секвенирование полной геномной последовательности гоацина. Благодаря достаточно хорошему качеству сборки генома O. hoazin, вид имеет важное значение в сравнительной геномике для выяснения эволюции птичьих геномов.